# Мерник
Мерник е приспособление, използвано за насочването на оръжието към целта. В стрелковото оръжие, в зависимост от условията за използване, се използват различни оптически приспособления: обикновени мушки, оптически мерници с групи лещи и лазерна подсветка на целта. Прицелните приспособления включват поставената мушка (понякога с ограждение) и прицелната мерна планка. При пристрелването мерникът се регулира по направление, а мушката – по вертикала. В българския език понякога се използва руската дума „прицел“ в значението ѝ на приспособление за насочване към целта. В същото време често срещана грешка е да се нарича неправилно „мушката“ „мерник“. Мушка (рус. „мухичка“) е използвано за нагледно обучение на войници, да съпоставят мухичката кацнала на края на цевта с мерника и целта.

## Класификация
В различните държави има различна класификация на мерниците.
по тип на насочване
- Открит мерник (прицел)
- Апертурен мерник (прицел)
- Оптичен мерник (прицел)
- Колиматорен мерник (прицел)
- Холографен мерник (прицел)
- Лазерен целеуказател (прицел)
- Коноскопичен мерник (прицел)
- Панорамен мерник (прицел)

според мястото на разполагане
- Нашлемен целеуказател

## Открит мерник
При използването на открития прицел, стрелецът търси разполагането в една линия, наричаща се мерна или прицелна, на три обекта: целта, мушката и мерната планка. Тъй като по законите на оптиката е невъзможно едновременното държане на фокус на три обекта заедно, той акомодира окото на точка, намираща се на отрязъка мушка – планка и деляща този отрязък в съотношение приблизително 2:1. С това той постига приблизително равна яснота на наблюдение както на мушката, така и на планката. Целта при това се вижда размито.

### Експрес
Разновидност на открития прицел за лов на опасни за живота на стрелеца животни, осигурява по-бърза наводка. Използва V-образен прорез на планката и голяма мушка с точка с ярък цвят, която при прицелването се „поставя“ в прореза. За сметка на голямата мушка е затруднено прицелването в цел, отдалечена над 200 метра, и затова не се използва за бойно оръжие.

## Апертурен мерник (закрит, затворен)
Съществуват няколко вида подобни мерници, обединени конструктивно във вид на диск, разположен непосредствено до окото на стрелеца, с отвор-апертура.

### Пръстеновиден
При пръстеновидния мерник стрелеца, сякаш непосредствено гледа през апертурата на мушката, съвместявайки нея с целта и инстинктивно изравнявайки линията на мерене с относително светлото петно, проектирано от апертурата в окото. Даденият тип много превъзхожда открития: по-бързо прицелване за сметка на опростяване на процедурата по т на мушката с планката (окото интуитивно намира положението, при което пънчето на мушката съвпада със средата на обръча); голяма мерна линия, която осигурява по-висока точност (планката на открития мерник трябва да се намира от окото на стрелеца на съществено разстояние, иначе при прицелването той се разплува пред окото, което означава да се премества напред, жертвайки от дължината на прицелната линия, – пръстена обратно трябва да е в непосредствена близост до окото, затова и оръжията с такъв прицел и имат по-дълга прицелна линия); той е по-удобен за наводка при недостатъчно осветление; към недостатъците му се отнасят: планката частично прикрива зрителното поле, времето за преместване на прицела от една цел на друга е много често по-голямо, освен това, дадения тип прицел е склонен да се замърсява. Следва да се отбележи, че този тип често се нарича „диоптрически“ („диоптричен“), което е неправилно, защото последният използва съвършено различен оптически принцип при своята работа.

### „Ghost Ring“
Разновидност на пръстеновидния мерник за използване в гладкостволно оръжие, с много голяма апертура и тънка рамка на мерната планка. Осигурява най-голямата скорост на прицелване за сметка на известна загуба на точност, което не е критично при дадения тип оръжие.

### Диоптричен
Особена разновидност на апертурния прицел, при който планката напълно прикрива обзора на окото отпред, а самата апертура е с много малък диаметър (колкото човешка зеница), той работи като камера обскура, проектирайки изображение на зеницата на стрелеца с голям контраст. Даденият тип мерник дава най-високата точност от всички възможни механични прицелни приспособления, цена за което е голямото време на прицелване и трудната наводка в условия на здрач и нощ, именно по тези причини дадения вид мерник се поставя практически само на винтовките за целева стрелба на големи разстояния, а също така изисква и особено правилно прицелване.

## Оптичен мерник
Оптичният мерник е оптичен прибор, предназначен за точна наводка на оръжието към целта. Може да бъде използван и за наблюдение на местността и за определяне на разстоянията до предмети (ако са известни техните размери).

## Колиматорен мерник
Колиматорните прицелни системи са системи, използващи колиматор за поставяне на изображението на прицелния маркер, проектиран в безкрайността. Реално излъчването от източника на светлина в прицела се отразява от лещата на колиматора в окото на наблюдателя като паралелен поток. В резултат на това зеницата на наблюдателя не трябва да се намира на оптичната ос на прицела, достатъчно е да се намира пределите на проекцията на лещата на прицела надлъжно на тази ос. При напречно преместване на очите маркерът от гледна точка зрението на наблюдателя се премества по лещата на прицела, оставайки на точката на прицелване независимо от положението на очите на наблюдателя относително прицела. При излизане на зеницата на наблюдателя от пределите на проекция на лещата прицелният маркер „изчезва“ зад края ѝ.
Колиматорният прицел осигурява много висока скорост на прицелване – примерно 2 – 3 пъти по-бързо, отколкото традиционните „мушечни“, тъй като за прицелването е нужно напасването само на две точки – червеният светещ маркер, виден през окуляра и самата цел, при това окото се акомодира на разстоянията до целта (при механичните прицели – обикновено на мушката, мерната планка и целта се виждат нефокусирани).
Колиматорните прицели са открити и покрити. Има все още неизяснена терминология в това отношение. Изначално покритите прицели са онези, които нямат прозрачна леща, а само проектират в окото на стрелеца прицелната марка. Целта не се изобразява в окуляра, прицелването става бинокулярно при наблюдаване с едното око на маркера, а с другото – целта, в мозъка на стрелеца се случва характерното за бинокулярното зрение сливане на изображенията от двете очи.
Понастоящем такива мерници практически не се използват. Съвременните колиматорни мерници имат полупрозрачна леща, през която стрелецът наблюдава целта и заедно с това устройството проектира в окото му изображението на маркера; според старата класификация всички прицели на този принцип се наричат открити. Съвременният закрит колиматорен прицел се нарича този, при който източникът на светлина, формиращ маркера, се намира в закрит (или затворен обикновено цилиндричен по форма, херметичен) корпус, при това, освен предната леща на колиматора, има затваряща корпуса отзад леща на окуляра. Откритият колиматорен мерник има само предна леща в рамка, източникът на светлина е открит и се намира на основата на самото устройство. Предимство на закритите модели колиматорни прицели е тяхната устойчивост към метеорологичните условия (при откритите попадналите на задната повърхност на лещата водни капки могат значително за изкривят прицелния маркер, а мръсотията – да запълни очето на източника на светлина в основата на прицела). Откритите колиматорни прицели дават на стрелеца по-добър обзор, като по-малко заслоняват със своята конструкция зрителното поле около целта.
Често колиматорът се поставя на оръжието заедно с магнификатор – оптически прибор, аналогичен на оптичния прицел с неголямо увеличение, но без прицелна мрежа, вместо която се използва маркерът на колиматора. Колиматорът и магнификаторът са разположени на една ос. Обикновено на военното оръжие с колиматор са съхранени и традиционните механични прицелни приспособления, като мушката и апертурната мерна планка на са сгъваеми, така че в разгънато състояние мерната линия на механичния мерник да съвпада със същата на колиматорния прицел – това се нарича co-witness – и осигурява възможност за използване на механичните уреди при излизане на колиматора от строй. В друг случай колиматорът просто се монтира така, че да не закрива механичните прицелни устройства – обикновено това се прави на оръжие с открит прицел.
От времето на Втората световна война и понастоящем колиматорните мерници са основните прицели за въздушна стрелба за изтребителите, щурмовиците и бомбардировачите с неподвижно поставено оръжие и в системите на полуавтоматичните прицели на подвижните стрелкови установки на щурмовиците и бомбардировачите.
Много по-сложен вариант на колиматорния прицел е ИПС (Индикатор на предното стъкло), използван в авиацията. Той може да проектира също така и полетна и тактическа информация; прицелните маркери за стрелба с различните видове оръжие са проектирани с оглед на необходимите поправки и предварения, създадени на основата на изчисленията на бордовата ЕИМ от данните на бордовите обзорно-прицелни системи, отчитайки балистиката на боеприпасите, разстоянието до целта и взаимното ориентиране на стрелеца и мишената в пространството.

## Холографен мерник
Холографският прицел (колиматорът) се отнася към прицелите открит тип, заради което на стрелеца не се налага за затваря другото си око по време на прицелване. Голямото поле на обзор позволява на стрелеца да използва периферното си зрение и мигновено да реагира на нова заплаха. Холограмата формира изображение на прицелния маркер и изпълнява функцията на асферичен отражател, както лещата на обикновения КМ. Холографският асферичен отражател дава много по-малки отколкото обикновената сферична тънка леща паралактически грешки и позволява мерникът да се направи много компактен. Обикновено ХМ е доста по-скъп от своите колиматорни аналози, тъй като холограмата се получава в резултат на скъп и сложен технологичен процес. При несъблюдаване на техническите изисквания холограмата може да изкривява и да разлага в спектър ярките обекти, наблюдавани през нея. Следва да се отбележи, че скоростта на прицелване с холографен прицел е значително по-голяма, отколкото със закрит колиматорен или оптичен прицел, затова този тип мерници често се използват за стрелба по движещи се мишени.

## Лазерен целеуказател
Лазерният целеуказател (ЛЦУ) създава лазерен лъч с неголяма мощност, насочен към противника и създаващ светещ маркер в точката на предполагаемото попадение. Такъв метод за прицелване позволява да се гледа само непосредствено на целта, а също воденето на огън от всяко положение. Така времето на прицелване се съкращава до минимум, но светлинната карма издава прицелването и отчасти местоположението на стрелеца (всъщност като правило маркерът на съвременния лазерен прицел не се вижда с невъоръжено око, а само през специална лека оптика, поставена на оръжието; лазерните мерници с метка във видимия диапазон се използват основно в холивудските екшън филми, а също и от някои полицейски подразделения за близък бой).
При действия в състава на група може да се объркат маркерите на ЛЦУ, поставени върху оръжията на различните бойци. Подобни грешки могат да се избегнат като се използват ЛЦУ с различен цвят маркери, но само при действия в малка група. Днес са разпространени ЛЦУ с лъчи в червен, син и зелен цвят. Но лъчите в различните си цветове се „държат“ различно при различни метеорологични условия.
Лазерният целеуказател може да излъчва във видимия диапазон или в невидимия за невъоръженото око инфрачервен, за използване с прибор за нощно виждане.
При използването на ЛЦУ е необходимо да се отчете, че снарядът, за разлика от лазерния лъч, не се движи по праволинейна траектория. Колкото е по-голямо разстоянието до целта, толкова повече снарядът се отклонява от правата траектория.
Тъй като оста на ствола не съвпада с оста на лазерния излъчвател, осветяваната точка върху целта не съвпада с точката на предполагаемото попадение даже при условието за праволинейно движение на снаряда.

### Далекомери
Лазерният далекомер е устройство, състоящо се от импулсен лазер и детектор на излъчвания. Измервайки времето, за което лъча изминава пътя до отражателя и обратно, и знаейки скоростта на светлината, може да се изчисли разстоянието между лазера и отразяващия обект. Лазерният далекомер е най-простият вариант на лидара. Значението на разстоянието до целта може да се използва за наводка на оръжия, например на танковото оръдие.

## Оптични и оптико-електронни прицели и прицелни комплекси
Системите такъв тип са скъпи и затова се използват рядко, основно в щурмовите комплекси.

## Фотогалерия
- Открит прицел на M70 Zastava със секторен прицел
- Valmet Rk 62 с пръстенов прицел
- Пръстенов прицел. Мерната планка може да се преобръщаема, L-образна
- Комбинирана мерна планка с фиксиран V-образен прорез и изправяща се регулируема част
- Регулируема пръстеновидна мерна планка на винтовката M14 в задната част на цевната кутия и мушка в намушник на дулната част на ствола
- Прицел на 76 mm дивизионно оръдие образец 1902/30 г. Прицелните приспособления на оръдието се състоят от нормален прицел и панорами система Гьорц
- Прицелът на тежкото 170 mm K.Mrs.Laf оръдие-гаубица